# Rai Movie
Rai Movie è un canale televisivo tematico italiano edito dalla Rai. È attivo dal 1999 come canale a pagamento, e dal 2009 come canale gratuito.

## Storia

### Il lancio su TELE+ Digitale
Il canale nasce il 1º luglio 1999 in esclusiva su TELE+ Digitale (fino al 2001 chiamata D+) con il nome di RaiSat Cinema. Fa parte del gruppo RaiSat, società per azioni consociata alla Rai che si occupa di confezionare canali per la pay-TV satellitare.
Dal 2002 è il canale televisivo ufficiale della Mostra internazionale d'arte cinematografica di Venezia.

### Sky Italia
Il 31 luglio 2003, RaiSat Cinema diventa RaiSat Cinema World, in concomitanza con la nascita di Sky Italia. Il canale trasmette film con particolare attenzione verso le produzioni estere, con appuntamenti per tutto l'arco del giorno: grandi cicli, prime visioni, esclusive, extra e anche documentari di cinema scelti fra le migliori produzioni italiane, europee e internazionali.
In tarda serata presenta le opere più provocatorie, a volte il cinema proibito, con grande attenzione ai film più curiosi e discussi.
Il 1º novembre 2006 torna alla sua denominazione originaria di RaiSat Cinema, con un palinsesto maggiormente dedicato a film ed eventi italiani.
Nel 2009 vanno in onda alcuni spot per celebrare il decimo anniversario della sua nascita.

### Diffusione in chiaro
Il 31 luglio 2009 il canale abbandona la pay-TV a causa del mancato rinnovo del contratto tra Rai e Sky. Da quel momento, RaiSat Cinema diventa gratuito, trasferendosi sul digitale terrestre per le zone coperte dal RAI Mux 3, sul nuovo bouquet satellitare Tivùsat e su Rai.tv.
Questo evento di fatto causa la chiusura della società RaiSat, che ormai ha perso il suo scopo originario. Da allora, il canale è gestito direttamente dalla Rai.
Da quel momento, il canale comincia a trasmettere, negli spazi pubblicitari, in formato 16:9.
Il 27 aprile 2010 nasce la nuova struttura Rai Gold con lo scopo di coordinare la programmazione di Rai 4 e di questo canale.
Il 18 maggio 2010 il nome cambia in Rai Movie, in occasione del restyling che ha coinvolto tutti i canali Rai.
Il 27 novembre 2010 il canale confluisce nella nuova direzione Rai Gold, che si occupa anche di Rai Premium.
Il 7 maggio 2011 il canale subisce un restyling con una nuova veste grafica in linea col restyling del 2010.
Il 15 dicembre 2014 adotta una nuova veste grafica per i bumper e i promo di rete, e anche un nuovo slogan: Dentro il cinema.
Dal 26 maggio 2016, il canale inizia a trasmettere in alta definizione sulla piattaforma satellitare Tivùsat. Con il cambio di emissione avvenuto nello stesso periodo, il canale ha cominciato a trasmettere gli storici film e serie tv su aspect ratio 4:3 in 16:9 pillarbox, assieme a Rai Premium e agli altri canali Rai digitali terrestri che hanno avviato nel corso dell'anno le trasmissioni HD su Tivùsat.
Il 10 aprile 2017 il canale rinnova grafiche e logo passando dal rosso scuro al magenta insieme alle altre reti tematiche Rai.
Dal 20 ottobre 2021, la versione in definizione standard sul digitale terrestre passa alla codifica MPEG-4 rimanendo visibile solo su dispositivi HD.
Il 14 dicembre 2021, in seguito ad una riorganizzazione delle frequenze, viene eliminata la versione SD da Tivùsat, rimanendo disponibile solo in HD.
Dal 16 marzo 2023 la versione HD arriva anche sul digitale terrestre al canale 524 in modalità HbbTV nel Rai Mux B mentre dal 28 aprile arriva anche in chiaro sul canale 24 nel Rai Mux A in sostituzione di quella standard, in risoluzione 720p, analogamente a Rai News 24.
L'annunciatore ufficiale di Rai Movie è il doppiatore Rodolfo Bianchi, succeduto a Roberto Draghetti.

### L'ipotizzata chiusura
Il 15 aprile 2019 la Rai ha rilasciato un comunicato stampa ufficiale nel quale si annunciava un progetto di fusione tra il canale e Rai Premium al fine di creare una nuova emittente con una programmazione al femminile, Rai 6, nel quadro di una riorganizzazione dell'offerta televisiva dell'azienda. L'annuncio ha scatenato molte polemiche, che hanno portato alla creazione di una petizione sulla piattaforma Change.org che ha raccolto più di 150.000 firme. Il progetto, tuttavia, non ha avuto seguito e la realizzazione del nuovo canale è stata sospesa in attesa di un più chiaro programma editoriale.

## Diffusione
Inizialmente disponibile a pagamento prima con il bouquet D+, poi con il bouquet TELE+ Digitale, infine con i bouquet Sky, TV di Fastweb, Alice Home TV e Infostrada TV (canale 322), dal 31 luglio 2009, Rai Movie è disponibile gratuitamente sul digitale terrestre italiano nelle aree interessate coperte dal RAI Mux A e via satellite con il bouquet Tivùsat. È inoltre disponibile in streaming via web su Rai Play, sempre gratuitamente.

## Palinsesto
Dedicato al cinema, il palinsesto del canale è particolarmente attento al cinema italiano di ieri e di oggi ma propone anche le opere di grandi maestri internazionali e film esteri (a volte in lingua originale) che trovano poco spazio nella tv generalista.
Ampi spazi vengono dedicati ai festival cinematografici italiani ed esteri tra cui la Mostra internazionale d'arte cinematografica di Venezia, il Festival Internazionale del Film di Roma e il Festival di Cannes.
Fra i volti storici della rete ci sono Italo Moscati, Paola Casella, Virginie Vassart, Sergio Gamberale, Natascha Lusenti, Serafino Murri, Mimma Nocelli, Livio Beshir, Alberto Farina.
Dopo un anno di pausa, nel settembre 2010 si conferma, con il nuovo nome, canale ufficiale della Mostra internazionale d'arte cinematografica di Venezia
Dal 2012 Rai Movie propone alcuni brevi notiziari realizzati dalla redazione di Rai News e lancia il nuovo magazine Drugstore (che nel 2013 diventerà Movie Drugstore e nel 2014 CineMag) dedicato al mondo del cinema e condotto da Miriam Leone e Livio Beshir.
Dal 1º luglio 2013 Rai Movie trasmette molti film in doppio audio; sintonizzandosi sul canale OTH è possibile ascoltare film e serie TV in lingua originale, oppure con commenti audio.
Dal settembre 2015 parte la prima edizione di Movie Mag, magazine di informazione cinematografica di Rai Movie, condotto da Federico Pontiggia e Livio Beshir per la regia di Giuseppe Bucchi e Gianluca Russo. Dal settembre 2016 Federico Pontiggia è affiancato nella conduzione da Alberto Crespi. Autori del programma sono Gida Salvino e Gianluca Russo. Nella stagione 2018-19 viene introdotta la rubrica See You Next Wednesday di Alberto Farina, che da settembre 2019 assume anche la conduzione. Alla regia si alternano Luca Postiglioni e Carla Bettoni.

## Ascolti

### Share mensile di Rai Movie
Dati Auditel relativi al giorno medio mensile sul target individui 4+.
| Anno | Gen   | Feb   | Mar   | Apr   | Mag   | Giu   | Lug   | Ago   | Set   | Ott   | Nov   | Dic   | Media anno |
| ---- | ----- | ----- | ----- | ----- | ----- | ----- | ----- | ----- | ----- | ----- | ----- | ----- | ---------- |
| 2009 | 0,09% | 0,09% | 0,09% | 0,09% | 0,09% | 0,12% | 0,09% | 0,03% | 0,02% | 0,04% | 0,13% | 0,34% | 0,10%      |
| 2010 | 0,33% | 0,27% | 0,16% | 0,27% | 0,25% | 0,28% | 0,31% | 0,32% | 0,25% | 0,22% | 0,22% | 0,60% | 0,30%      |
| 2011 | 0,63% | 0,49% | 0,51% | 0,52% | 0,53% | 0,62% | 0,62% | 0,64% | 0,55% | 0,48% | 0,58% | 0,79% | 0,55%      |
| 2012 | 0,75% | 0,74% | 0,75% | 0,73% | 0,80% | 0,92% | 1,19% | 1,11% | 0,99% | 1,05% | 0,97% | 1,03% | 0,91%      |
| 2013 | 0,97% | 0,82% | 0,83% | 0,94% | 0,97% | 1,03% | 0,99% | 0,97% | 0,92% | 0,94% | 0,95% | 1,11% | 0,95%      |
| 2014 | 1,09% | 0,94% | 0,93% | 0,94% | 0,94% | 0,98% | 1,18% | 1,20% | 0,98% | 1,02% | 1,03% | 1,17% | 1,03%      |
| 2015 | 1,16% | 1,03% | 1,00% | 1,08% | 1,02% | 1,06% | 1,08% | 1,21% | 1,03% | 1,12% | 1,12% | 1,17% | 1,09%      |
| 2016 | 1,18% | 1,12% | 1,02% | 0,95% | 1,00% | 1,10% | 1,14% | 1,15% | 1,12% | 1,03% | 1,06% | 1,09% | 1,08%      |
| 2017 | 1,15% | 1,06% | 1,04% | 1,12% | 1,08% | 1,24% | 1,19% | 1,21% | 1,02% | 0,87% | 1,01% | 1,19% | 1,09%      |
| 2018 | 1,14% | 0,96% | 1,00% | 0,93% | 1,01% | 1,05% | 1,14% | 1,16% | 1,01% | 1,03% | 1,06% | 1,10% | 1,05%      |
| 2019 | 1,14% | 1,00% | 0,98% | 1,14% | 1,08% | 1,14% | 1,23% | 1,26% | 1,09% | 1,10% | 1,15% | 1,24% | 1,13%      |
| 2020 | 1,19% | 1,02% | 1,14% | 1,19% | 1,12% | 1,18% | 1,23% | 1,31% | 1,16% | 1,07% | 1,08% | 1,16% | 1,15%      |
| 2021 | 1,12% | 1,03% | 0,97% | 1,16% | 1,04% | 1,17% | 1,20% | 1,29% | 1,19% | 1,08% | 0,95% | 1,06% | 1,10%      |
| 2022 | 1,05% | 0,88% | 0,89% | 1,01% | 1,11% | 1,26% | 1,27% | 1,38% | 1,09% | 1,01% | 1,11% | 1,27% | 1,09%      |
| 2023 | 1,22% | 1,00% | 0,96% | 1,07% | 1,10% | 1,25% | 1,24% | 1,27% | 1,09% | 1,02% | 1,01% | 1,15% | 1,11%      |
| 2024 | 1,10% | 0,92% | 1,00% | 1,05% | 1,09% | 1,15% | 1,13% | 1,14% | 1,03% | 1,06% | 1,05% | 1,18% | 1,07%      |
| 2025 | 1,10% | 0,92% | 1,01% | 1,01% | 0,95% | 1,17% |       |       |       |       |       |       |            |

## Loghi

1º luglio 1999 - 30 luglio 2003
31 luglio 2003 - 31 ottobre 2006
1º novembre 2006 - 17 maggio 2010
18 maggio 2010 - 9 aprile 2017
In uso dal 10 aprile 2017